# Ібн Хайян
Абу Мерван Хайян ібн Халаф ібн Хасан ібн Хайян аль-Куртубі (нар. 987 — 1076) — державний діяч Кордовського халіфата, арабський історик, письменник ал-Андалуса.

## Життєпис
Походив з впливової арабської родини, що осіла на Піренейському півострові в перші роки його завоювання. Син письменника Халафа ібн Хасана. Народився в Кордові у 987 році. Здоюбув гарну освіту, навчався у філолога Абу Омара ібн Ахмад Абу-Хубаба, письменника Абу'л-Саїді Аллах аль-Багдаді, граматика ібн аль-Фарадні.
1042 року втратив батька. Служив чиновником при дворі аль-Мансура, фактичного володаря Кордовського халіфата за Гішама II. Потім служив в часи урядування синів аль-Мансура, отримав підтримку з боку візира Абул-Валіба Мухаммеда ібн Джахвара ар-Рашиді. Після 1070 року відійшов від державних справ, приділяючи більше уваги своїй творчості. Помер у Кордові в березні 1076 року.

## Творчість
Він є автором понад 50 праць з історії, теології та ін. Історичний твір «Міцна книга» (Кітаб аль-Матін) містило не менше 60 томів. З праць Ібн Хайян дотепер зберігся лише один том 10-томного твори «Книга запозичень щодо історії людей аль-Андалусії» (Кітаб аль-муктабіс фіт-таріх ріджаль аль-Андалус"), що є важливим джерелом з історії мусульманської Іспанії при Омейядах у VIII—X ст. Надав опис періоду занепаду халіфату й розпаду його на тайфи.